# Беверен
Беверен (нидерл. Beveren) — город и коммуна, расположенные в провинции Восточная Фландрия, в фламандской части Бельгии. Город обладает стратегическим расположением на левом берегу реки Шельда, что делает его важным транспортным и экономическим центром, особенно благодаря расположению порта Waasland.

## Географическое положение
Беверен находится в пределах агломерации Антверпена, всего в 10-15 километрах от Антверпена, одного из крупнейших и самых важных городов Бельгии. Этот район, на левом берегу реки Шельда, в историческом и современном контексте, является важной частью транспортной инфраструктуры Бельгии. Наличие порта Waaslandhaven (порт Ваасланд) в Беверене значительно влияет на экономику города и делает его важным элементом в международной логистике и торговле.

## История
Беверен имеет долгую историю, уходящую корнями в Средневековье, а возможно и дальше. Как и многие другие города в Фландрии, Беверен был центром сельского хозяйства и торговли, а его удобное расположение у реки способствовало развитию водного транспорта и торговли.
1. Средневековье: В этот период Беверен был важным торговым и административным центром. Строительство замков и укреплений в Средние века свидетельствует о его стратегической важности.
2. Новый и Новейший век: В 19 и 20 веках город продолжал развиваться, особенно в связи с индустриализацией и строительством порта Waasland. В 1935 году был основан футбольный клуб Беверен, который также сыграл свою роль в культурной жизни города.

## Экономика
Порт Waasland (Waaslandhaven) — ключевая экономическая составляющая города. Это один из крупнейших портов на реке Шельда, расположенный в северной части Бельгии. Порт является важным элементом бельгийской и международной транспортной сети. Он обслуживает контейнерные перевозки, а также предоставляет различные логистические услуги, что делает его важным источником рабочих мест для местных жителей.
Кроме того, Беверен активно развивается как торговый и промышленный центр благодаря своей близости к Антверпену, который является мировым торговым хабом.

## Культура и достопримечательности
Беверен — это не только промышленный центр, но и город с историческими и культурными достопримечательностями. Среди них:
1. Замок Беверен: Исторический замок, который является важным архитектурным памятником города. Построенный в средние века, замок сохраняет свои исторические черты, хотя он также был подвергнут реставрации в более поздние годы.
2. Церковь Святого Мавра (Sint-Maartenkerk): Эта церковь в Беверене — значимый религиозный памятник, который олицетворяет богатое наследие города и его религиозные традиции.
3. Парк и природа: Вокруг Беверана расположены различные природные зоны, где можно прогуляться, насладиться зелёными пейзажами и вдали от городской суеты отдохнуть. Также здесь находятся несколько природных заповедников.
4. Музеи и культурные мероприятия: Город активно поддерживает культурную жизнь, устраивая различные выставки, музыкальные и театральные представления.

## Спорт
Футбольный клуб Беверен (KSV Beveren) был основан в 1935 году и является важной частью спортивной жизни города. Клуб имеет долгую историю в бельгийском футболе, хотя в последние годы его успехи на международной арене были ограничены. Тем не менее, клуб по-прежнему представляет интерес для местных жителей и является символом спортивного духа города.

## Современность
Сегодня Беверен сочетает в себе индустриальные и сельские черты. Город активно развивает свою инфраструктуру и продолжает быть важным элементом в экономической и транспортной сети Восточной Фландрии. Он продолжает расти, поддерживая баланс между сохранением исторического наследия и развитием современного общества. Вдобавок, близость к крупному городу Антверпену делает Беверен привлекательным для людей, работающих в агломерации, но предпочитающих жить в более спокойном пригороде.

## Транспорт и инфраструктура
- Транспортная сеть: Беверен хорошо связан с остальной частью Бельгии благодаря развитой железнодорожной и автобусной сети. Город также находится рядом с крупными автомагистралями, что облегчает доступ к Антверпену и другим крупным городам.
- Международная связь: Наличие порта Waasland обеспечивает Беверен связью с международными морскими путями, что делает его важной частью глобальной логистики.